# Ol-Anderstjärnen, Hälsingland
Ol-Anderstjärnen är en sjö i Ovanåkers kommun i Hälsingland och ingår i Ljusnans huvudavrinningsområde. Sjön har en area på 0,0812 kvadratkilometer och ligger 293,3 meter över havet.

## Delavrinningsområde
Ol-Anderstjärnen ingår i det delavrinningsområde (681134-149604) som SMHI kallar för Inloppet i Ullungen. Medelhöjden är 230 meter över havet och ytan är 24,33 kvadratkilometer. Räknas de 11 avrinningsområdena uppströms in blir den ackumulerade arean 128,49 kvadratkilometer. Ullångsån (Kyaån) som avvattnar avrinningsområdet har biflödesordning 3, vilket innebär att vattnet flödar genom totalt 3 vattendrag innan det når havet efter 93 kilometer. Avrinningsområdet består mestadels av skog (69 procent) och jordbruk (11 procent). Avrinningsområdet har 1,07 kvadratkilometer vattenytor vilket ger det en sjöprocent på 4,4 procent.